# Auteur! Auteur!
Auteur! Auteur! is een hoorspel van Roderick Wilkinson. Author, author dateert van 1949 en werd vertaald door Piet van Aken. De NCRV zond het uit op vrijdag 13 december 1968 (met een herhaling op vrijdag 20 augustus 1971). De regisseur was Wim Paauw. De uitzending duurde 29 minuten.

## Rolbezetting
- Frans Somers (detective)
- Huib Orizand (P.C. Hogg)
- Joke Hagelen (de heldin)
- Jos van Turenhout (de schurk)
- Eva Janssen (mevrouw Fletcher)
- Hans Veerman (meneer Fletcher)
- Gerrie Mantel (dienstmeisje)

## Inhoud
De plot van het verhaal draait rond vier romanpersonages die op zoek zijn naar een auteur voor hun levensverhaal, dat door de auteur die ze verzon nooit is afgemaakt. Die setting doet denken aan Sei personaggi in cerca d'autore, het beroemdste toneelstuk van Nobelprijs winnaar Luigi Pirandello, waarin de zes personages op zoek gaan naar een auteur die 'hun' verhaal wil afschrijven.
In Auteur! Auteur! speelt Wilkinson met dezelfde thematiek. Ook zijn personages proberen het verhaal dat hun schrijver opzij heeft geschoven af te maken, maar slagen daar niet in. Ten einde raad gaan zij hun geestelijke vader lastigvallen. Dat besluit zorgt er echter voor dat het verhaal heel anders eindigt dan ze hadden verwacht.